# Halichondria semitubulosa
Halichondria semitubulosa är en svampdjursart som beskrevs av Lieberkühn 1859. Halichondria semitubulosa ingår i släktet Halichondria och familjen Halichondriidae. Inga underarter finns listade i Catalogue of Life.